# بخش بورلینگتون، شهرستان بکر، مینه سوتا
بخش بورلینگتون (به انگلیسی: Burlington Township) یک منطقهٔ مسکونی در ایالات متحده آمریکا است که در شهرستان بکر، مینه‌سوتا واقع شده‌است.
 بخش بورلینگتون ۹۱٫۶ کیلومتر مربع مساحت و ۱٬۵۴۵ نفر جمعیت دارد و ۴۲۵ متر بالاتر از سطح دریا واقع شده‌است.